# János Donát

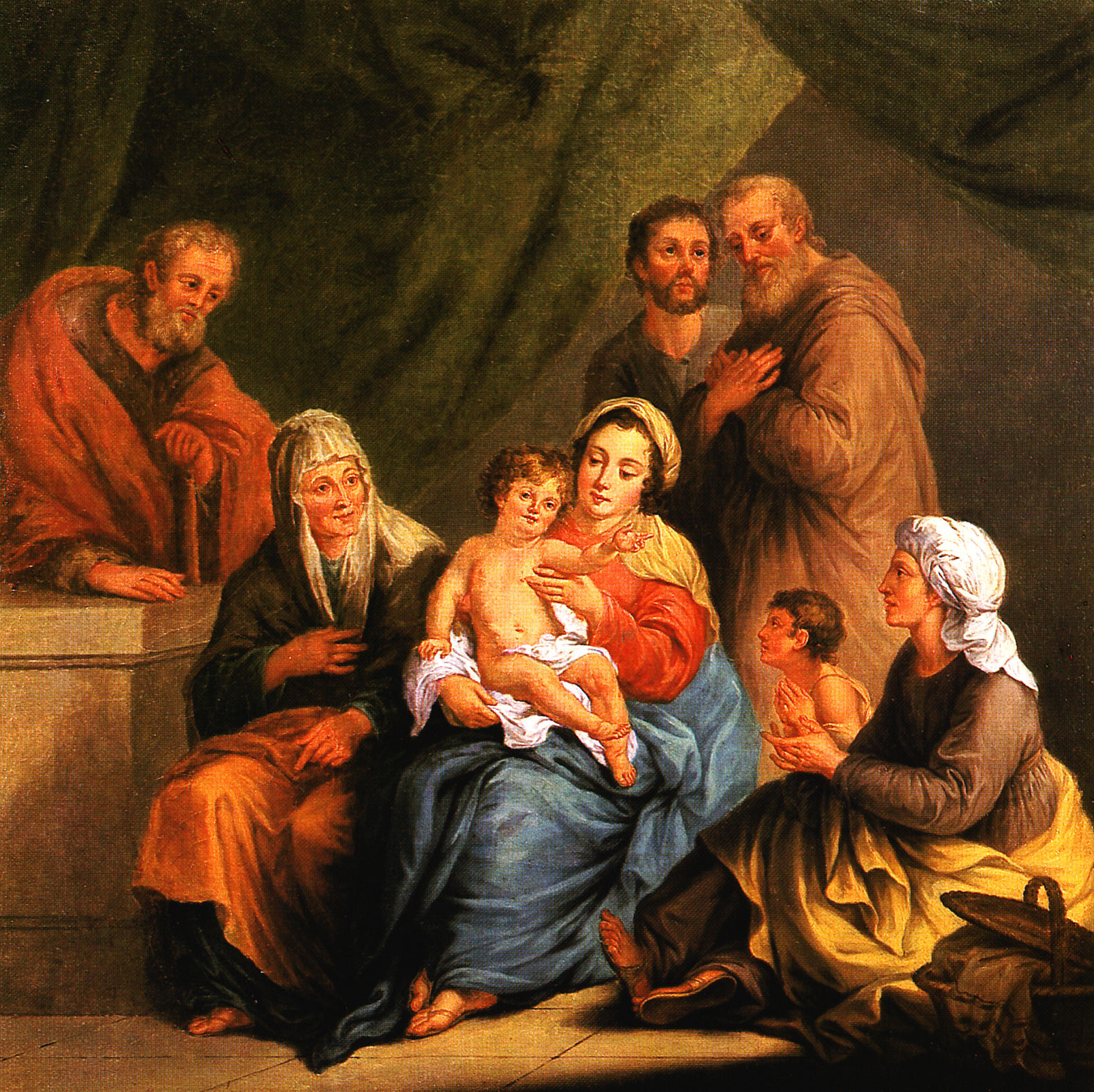
La Sagrada Familia, cuadro de János Donát

János Donát (Klosterneuzell, 1744 - Pest, 1830) fue un pintor húngaro. 
Nació en Klosterneuzell en 1744 y aprendió pintura con M. Meytens, V. Fischer y Sambach en Viena, donde vivió un tiempo y donde aprendió a pintar retratos, antes de instalarse en Praga. En 1810 volvió a Pest, donde pintó algunos de los más famosos retratos de las personalidades de la época, tales como Ferenc Kazinczy en 1812 o Benedek Virág en 1815. También se hizo famoso por composiciones mitológicas como Venus descansando, Orfeo y Eurídice o Proserpina.
Murió en Pest en 1830.